# Ксанф (историк)
Ксанф (греч. Ξάνθος) — древнегреческий историк, лидиец, родом из Сард, жил в первой половине V века до н. э..
Написал историю Лидии в 4 книгах, от которых уцелели отрывки. В своих рассказах о Лидии Геродот (позднее также Дионисий Галикарнасский) пользовался сочинением Ксанфа. Кроме географических и исторических, оно давало сведения по лидийской мифологии и этнографии. Ксанфу приписываются также сочинения о магах и об Эмпедокле.